# NGC 28

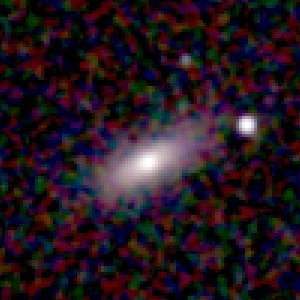
Photographie de NGC 28 par 2MASS (proche-infrarouge)

NGC 28 est une galaxie elliptique relativement éloignée et située dans la constellation du Phénix. NGC 28 a été découverte par l'astronome britannique John Herschel en 1834.

## Caractéristiques
Sa vitesse par rapport au fond diffus cosmologique est de 9 439 ± 40 km/s, ce qui correspond à une distance de Hubble de 139,2 ± 9,8 Mpc (∼454 millions d'al).